# Pavel Pogrebnyak
Pavel Viktorovich Pogrebnyak - em russo, Павел Викторович Погребняк - (Moscou, 8 de novembro de 1983) é um futebolista que atua como atacante.

## Carreira
Em 2009, chegou ao Stuttgart credenciado pelo surpreenente título da Copa da UEFA com o Zenit São Petersburgo na temporada 2007-08, embora não tenha atuado na final por suspensão. Artilheiro do torneio, foi descoberto na Alemanha nas semifinais do torneio, em que o Zenit eliminou o favorito Bayern de Munique. Pogrebnyak já havia conquistado com o clube o primeiro título do clube no Campeonato Russo, em 2007, e faria um dos gols na vitória por 2 a 1 sobre o Manchester United na Supercopa Europeia.

## Seleção Russa
Pela Seleção Russa, foi chamado à Eurocopa 2008. Entretanto, lesionou-se em amistoso preparatório contra a Sérvia. Embora Hiddink tenha em um primeiro momento optado por mantê-lo no elenco, o próprio Pogrebnyak decidiu deixar a equipe, no dia de abertura do torneio, sendo substituído por Oleg Ivanov.
Em março de 2019, Pavel fez declarações racistas contra o brasileiro naturalizado russo Ari, que é negro e foi convocado para a seleção russa. Pogrebnyak disse que "não vê sentido em um jogador negro fazer parte da seleção russa e que ele nem deveria ter recebido o passaporte russo".

## Títulos
Zenit São Petersburgo
- Campeonato Russo: 2007
- Supercopa da Rússia: 2008
- Copa da UEFA: 2007-08
- Supercopa Europeia: 2008